# Obbligazione civile per multa o ammenda
L'obbligazione civile per multa o ammenda, nel diritto italiano, grava sulla persona fisica o giuridica tenuta a pagare l'ammontare della pena pecuniaria inflitta ad altra persona, in caso di insolvibilità di quest'ultima, nei casi previsti dagli art. 196 e 197 del Codice penale.
In particolare, l'art. 196 c.p. prevede che la persona rivestita dell'autorità o incaricata della direzione o vigilanza su chi ha commesso il reato è obbligata al pagamento di una somma pari all'ammontare della multa o dell'ammenda inflitta al medesimo, in caso di sua insolvibilità, se si tratta di violazioni di disposizioni che era tenuta a far osservare e delle quali non debba essa stessa rispondere penalmente.
L'art. 197 c.p. stabilisce, invece, che le persone giuridiche - diverse da Stato, regioni, province e comuni - sono obbligate al pagamento, in caso di insolvibilità del condannato, di una somma pari all'ammontare della multa o dell'ammenda inflitta al medesimo, qualora questi ne abbia la rappresentanza o l'amministrazione o sia con esse in rapporto di dipendenza e si tratti di reato che costituisca violazione degli obblighi inerenti a tale qualità o sia commesso nel loro interesse.
L'obbligazione non ha natura penale (per questo motivo è qualificata come "civile"): non è, infatti, una pena pecuniaria ma un'obbligazione di natura sussidiaria, con caratteristiche fideiussorie; per questo motivo non viene iscritta nel casellario giudiziale. Se la persona civilmente obbligata paga la pena pecuniaria, il condannato insolvibile non subisce la conversione della stessa in libertà controllata o lavoro sostitutivo, ai sensi dell'art. 136 c.p. e dell'art. 102 della legge 24 novembre 1981, n. 689; conversione che, invece, ha luogo qualora anche la persona civilmente obbligata sia insolvibile.
Secondo l'art. 89 del Codice di procedura penale la persona civilmente obbligata per la pena pecuniaria è citata per l'udienza preliminare o per il giudizio a richiesta del pubblico ministero o dell'imputato. Con la citazione diventa parte del processo penale; è questo l'unico modo per farla rispondere della sua obbligazione: l'azione civile, infatti, deve essere contestuale all'azione penale nei confronti dell'imputato, non essendo consentita una separata azione in sede civile o penale. Ne segue che, se l'imputato ha interesse a richiedere la citazione della persona civilmente obbligata per evitare, in caso di insolvibilità, la conversione della pena pecuniaria nella libertà controllata o nel lavoro sostitutivo, la persona civilmente obbligata non ha alcun interesse ad intervenire spontaneamente nel processo ed, infatti, il Codice di procedura penale non contempla questa eventualità.